# Tychepsephus felix
Tychepsephus felix là một loài bọ cánh cứng trong họ Psephenidae. Loài này được Waterhouse miêu tả khoa học đầu tiên năm 1876.